# Маковій Гарафина Петрівна
Ґарафіна Петрівна Макові́й (Карча) (2 лютого 1949 — 13 березня 2021) — вчителька-народознавиця, авторка народознавчих книг, п'ять з яких отримали гриф Міністерства освіти та науки України, заслужена вчителька України, письменниця, поетеса, засновниця Народознавчо-Просвітницького Центру «Факел», послідовниками якого вшановується як провидиця.

## Життєпис
Ґарафіна Маковій народилась 2 лютого 1949 року в с. Великий Кучурів Сторожинецького району Чернівецької області.
Закінчила десятирічну школу. Вступила на філологічний факультет Чернівецького національного університету. Працювала вчителькою української мови, літератури та народознавства у рідному селі. Заснувала при школі побутово-етнографічний музей «Берегиня».
Була відмінницею народної освіти, написала понад тисячу краєзнавчо-дослідницьких публікацій про рідний край, літературних розвідок, власних спостережень та роздумів на теми виховання, педагогіки, моралі. Видала народознавчі книжки на основі досліджень рідного села: «Золоте віно з бабусиної скрині», «Затоптаний цвіт», «Очі згори», «Народ у народних святах», «У світі рослин», «Пісні одного села».
З 1990-х років почала проводити індивідуальні прийоми, розкриваючи людям «таємницю гріха», яка нібито відкрилася їй у безпосередньому одкровенні.
1995 року заснувала народознавчо-просвітницьке товариство «Факел» та однойменне видавництво, почала видавати загальноукраїнську народознавчу газету «Економічно-благочестивий вісник», припинила індивідуальні прийоми.
У 2003 році загинула її 18-річна донька Марія. Ґарафіна Маковій вбачала причину трагедії в тому, що Марія набиралася певної негативної енергії від інших людей. Отож, відповідно, замість товариства «Факел» засновано Народознавчо-просвітницький центр «Факел пам'яті Марії». Таку саму назву перейняло й видавництво Ґарафіни Маковій.
Померла 13 березня 2021 року, похована у Великому Кучурові.

## Релігійний рух
Ґарафіна Маковій і її послідовники позиціювали себе як «справжні християни» без чіткої конфесійної належності. Серед її адептів є як православні, так і греко- і римо-католики. Вони відкидають церковну владу, причому вважають Ґарафіну Маковій пророчицею.
Розвиваючи своє вчення, Ґарафіна Маковій запозичила від православ'я деякі зовнішні елементи — відвідування храму, придбання та ставлення свічок, вживання освяченої води, замовлення молебнів, пости. Ставлення до церковних речей і таїнств має характер магічних ритуалів і табу. Згідно з цим ученням, заборонено переливати олію в окремі посудини, споживати ліки й піддаватися хірургічним операціям навіть при смертельній загрозі, тримати в себе піаніно, папуг і акваріумних рибок, брати до рук жолуді, пити з пляшки, дивитися в чужі дзеркала, переносити слова на письмі, обходити машину ззаду, коли хочеш сісти в неї, проводжати когось на пероні вокзалу, записувати номери чужих автомашин, користуватися телевізором, телефоном та іншими електроприладами, їсти субтропічні фрукти, пити чай і т. ін.
Важливе місце у вченні Ґарафіни Маковій посідає «негативна енергія», що нібито накопичується в різних предметах і передається людям при контакті з цими предметами, спричиняючи різні лиха. Щоб пояснити життєві негаразди, Маковій часто застосовувала поняття «родове зло». Світ описувала наповненим духами, які можуть гніватися на людину за порушення заборон. Її вченню притаманний дуалізм, згідно з яким речі та люди поділяються на такі, що походять від Бога і від Сатани.

## Оцінки діяльності
Ставлення до діяльності Ґарафіни Маковій неоднозначне. Православна церква засуджує її вчення як окультне та забобонне. 7 березня 2011 року Священний Синод УПЦ Київського Патріархату на своєму засіданні розглянув вчення Ґарафіни Маковій та її організації «Факел Марії». На підставі публікацій у її газеті «Економічно-благочестивий вісник» синод засудив її вчення за присутність елементів нехристиянських віровчень і практик, які прямо суперечать Священному Писанню, Священному Переданню та вченню Православної Церкви. А саме — за окультні обґрунтування Маковій дієвості практик і табу, відсутніх у православ'ї, твердження про карму та переселення душ, надання непропорційно великої уваги «статевим органам, питанням статевих зносин, збочень, тощо».
Крім того, критики зауважували, що Маковій вживає нехристиянські поняття, як-от аура, карма, енергетика, родове зло, прокляття роду, пропагує ідею про те, що позбутися гріха можна магічними діями й табу, й самовільно судить про спасіння чи загибель людей.
Історик Валентин Петрик і богослов Костянтин Москалюк зазначають, що вчення Ґарафіни Маковій внутрішньо суперечливе. Наприклад, вона засуджувала використання електроприладів, але при цьому сама згадувала, що регулярно вела телефонні розмови; писала, що не можна пити чай, бо він «від Сатани», але в іншому місці знаходимо слова, що «Чай індійський корисний християнам і недобрий для дітей антихриста».
Деякі з її порад публікувалися в періодичних виданнях як альтернативна медицина, «давні способи лікування різних недуг», траволікування. Автори деяких публікацій приписують Ґарафіні Маковій передбачення особливої ролі Вінниччини в розвитку України та всього світу.